# Crise des euromissiles
La crise des euromissiles est une période de relations Est-Ouest tendues et de débats au sein des membres européens de l'OTAN qui naît des premiers déploiements de missiles soviétiques SS-20 en 1977 et s'achève par la signature du traité sur les forces nucléaires à portée intermédiaire en 1987. Cette crise s'inscrit dans le contexte plus global d'une période de retour à la guerre froide du milieu des années 1970 au milieu des années 1980 qui met fin à une période de détente Est-Ouest, en Europe notamment.
Le déploiement du missile nucléaire de portée intermédiaire SS-20, nettement plus performant que les SS-4 et SS-5 qu'il remplace, provoque une inquiétude en Europe de l'Ouest et sert d'argument pour justifier une modernisation des forces nucléaires intermédiaires (FNI) de l'OTAN. Fin 1979, l'OTAN décide de déployer dans cinq pays européens de nouvelles armes nucléaires tout en proposant aux Soviétiques l'ouverture de négociations sur les FNI. Cette « double décision » traduit l'absence de consensus dans la classe politique des pays concernés sur la nécessité de cette course aux armements et la vigueur des mouvements pacifistes, notamment en Allemagne de l'Ouest et aux Pays-Bas.
Les négociations entre Américains et Soviétiques s'ouvrent en 1981 mais s'interrompent fin 1983 lorsque l'OTAN commence le déploiement effectif de ses nouveaux missiles Pershing II et BGM-109 G malgré la vague sans précédent de manifestations pacifistes à l'automne de cette année.
Le Royaume-Uni et la France réussissent à garder leurs forces nucléaires nationales en dehors du champ des négociations, en dépit de la volonté maintes fois réaffirmée des Soviétiques de les y inclure. Les pourparlers reprennent en mars 1985 et finissent par se débloquer fin 1986 lorsque Gorbatchev renonce à cette demande. Le traité sur l'élimination des forces nucléaires intermédiaires est signé le 8 décembre 1987 par Reagan et Gorbatchev, mettant ainsi fin à la crise des euromissiles.

## Contexte et genèse de la crise des euromissiles
La crise des euromissiles s'inscrit dans le contexte plus général de la remontée des tensions Est-Ouest dans la seconde moitié des années 1970 faisant suite à une période de détente durant la première moitié des années 1970. Héritées de cette période de détente entre les deux Grands, des négociations sur la limitation de leurs armes nucléaires stratégiques (SALT) se poursuivent ainsi que des pourparlers relatifs à la réduction des forces armées conventionnelles de l'OTAN et du pacte de Varsovie (MBFR).
Dans les années 1950 et 1960, la nucléarisation du théâtre d'opérations européen conduit à l'accumulation d'un nombre considérable d'armes nucléaires par les forces armées de l'OTAN et du Pacte de Varsovie, de l'obus de canon au missile balistique de portée intermédiaire (IRBM). Au milieu des années 1970, seuls les Soviétiques disposent sur le sol européen d'IRBM dotés de têtes nucléaires très puissantes, les SS-4 et les SS-5,. Ces missiles anciens et peu précis portent une tête nucléaire de 1 à 2 mégatonnes et ne peuvent être employés que dans une optique de frappes massives anti-cités qui provoqueraient des ripostes nucléaires stratégiques française, britannique ou américaine.
L'introduction du SS-20 depuis 1977 dans les forces soviétiques modifie l'équation stratégique en Europe : ce missile moderne capable de neutraliser des objectifs militaires ou industriels ciblés précisément, est utilisable dans une stratégie d'intimidation de l'OTAN ou d'escalade nucléaire controlée, n'entrainant pas nécessairement que les Occidentaux fassent usage de leurs armes nucléaires stratégiques et réciproquement augmentant la crédibilité d'une offensive des armées du Pacte de Varsovie.
Pour autant, le fait que les Soviétiques disposent avec le SS-20 d'une arme sans équivalent à l'Ouest bouleverse-t-il l'équilibre stratégique général entre les deux camps, correspond-il à une volonté offensive de leur part et aggrave-t-il le risque de découplage entre les Américains et les Européens, sujet auquel les Allemands sont particulièrement sensibles ? Ces questions sans réponse univoque font l'objet de débats intenses dans les cercles militaires et politiques en Europe et aux États-Unis jusqu'à la fin de l'année 1983. Au-delà de l'évaluation technique, le principal enjeu devient rapidement pour chacun des deux camps de gagner la bataille de l'opinion publique,.

### L'Union soviétique sur la défensive
Durant la décennie 1970, l'URSS atteint la parité stratégique avec les États-Unis et continue son développement économique au double bénéfice de la détente. Plus forte, elle engage une politique d'expansion dans le tiers-monde tandis que les États-Unis se relèvent lentement du désastre de la guerre du Viêt Nam. Mais la roue commence à tourner à la fin des années 1970 : l'économie et l'agriculture soviétiques rencontrent des difficultés croissantes, tandis que la politique américaine à leur égard se durcit durant les deux dernières années de la présidence Carter. Devant la forte opposition au Sénat, Carter renonce à faire ratifier le traité SALT II signé avec Brejnev le 18 juin 1979. À partir de 1981, Reagan accentue encore le caractère anti-soviétique de la politique américaine, en suivant plutôt les « faucons » qui mettent en garde contre la puissance militaire soviétique et obtiennent une croissance sans précédent en temps de paix du budget de défense des États-Unis.
Les dirigeants soviétiques, pour la plupart âgés ou malades, sont sur la défensive à un point tel qu'ils craignent que les États-Unis cherchent à déstabiliser le bloc socialiste et à rompre l'équilibre stratégique chèrement atteint. Le poids des militaires et de l'appareil militaro-industriel augmente depuis 1976 lorsque la santé de Brejnev décline. Les propos d'Andropov en janvier 1983 devant les dirigeants des pays du pacte de Varsovie illustrent cet état d'esprit face au réarmement américain en général et à l'initiative de défense stratégique tout particulièrement : « Il est difficile de faire la part entre l'intimidation et la préparation à la guerre, […] mais nous ne pouvons en aucun cas laisser les États-Unis acquérir la supériorité militaire, […] la course aux armements peut rendre la situation politico-militaire instable, […] Il n'est pas exagéré de dire que nous sommes confrontés à la plus grande tentative de l'impérialisme pour arrêter les progrès du socialisme »,.
Andropov demande en août 1983 que tous les leviers d'influence possibles auprès des gouvernements comme de l'opinion publique soient employés pour faire obstruction au déploiement des Pershing II en Europe. Les Soviétiques sont satisfaits de l'ampleur prise par les manifestations antinucléaires en Europe de l'Ouest où plus d'un million de manifestants défilent dans les rues le 23 octobre 1983 contre le déploiement des euromissiles américains. Mais, un mois plus tard, l'approbation de ce déploiement par la RFA entraîne le retrait des Soviétiques des négociations FNI de Genève le 23 novembre 1983.

## Forces nucléaires intermédiaires: typologie et état des lieux

### Typologie des armes nucléaires retenue pour les négociations FNI
Lorsqu'émerge la question des euromissiles à la fin des années 1970, les États-Unis et l'Union soviétique mènent des pourparlers de limitation de leurs armements stratégiques nucléaires (SALT) ; celles-ci incluent les missiles intercontinentaux (ICBM) d'une portée supérieure à 5 500 km, les missiles à longue portée tirés à partir de sous-marins (SLBM) et les bombardiers lourds basés sur le territoire d'une partie et capables de frapper le territoire de l'autre. Ces négociations excluent les armes nucléaires utilisables sur les théâtres d'opérations (TNF) dont des milliers ont été accumulées sur le sol européen de part et d'autre. Celles-ci sont classées en deux catégories : les armes nucléaires tactiques d'une portée inférieure à 500 km, et les armes nucléaires de portée intermédiaire (FNI), elles-mêmes subdivisées en armes à « portée intermédiaire » tout court (de 1 000 km à 5 500 km) et en armes à « plus courte portée » (de 500 km à 1 000 km).
Les négociations sur les forces nucléaires intermédiaires, dites FNI, ouvertes en 1981, portent initialement sur les seuls missiles à « portée intermédiaire » (MPI), de 1 000 km à 5 500 km, lancés depuis le sol, balistiques (IRBM des modèles SS-20, Pershing, etc.) ou de croisière (Gryphon). Les armes à « plus courte portée » (MPCP), de 500 km à 1 000 km de portée lancés depuis le sol (SS-12 Scaleboard, SS-23 Spider, Pershing IA), sont finalement incluses durant la dernière année des négociations en 1987. Le traité FNI prévoit l'élimination complète de ces deux catégories d'armes nucléaires des arsenaux américains et soviétiques. Ce traité ne couvre pas les armes nucléaires lancées depuis un avion ou un sous-marin.

### Forces nucléaires intermédiaires américaines et soviétiques
La modernisation de l'arsenal soviétique est réelle mais d'une ampleur limitée : fin 1977, environ 30 missiles IRBM SS-20 sont opérationnels en Russie sur le front Ouest ainsi que quelques dizaines de bombardiers TU-22M2 Backfire. Leur nombre s'accroît au rythme d'environ 50 missiles et 30 bombardiers par an.
Dans le même temps, les États-Unis ont au milieu des années 1970 discrètement renforcé leur potentiel : les cinq SNLE mis à disposition du SACEUR comptent désormais 400 têtes nucléaires Poseidon au lieu des 80 missiles Polaris, et le nombre de bombardiers F-111 basés au Royaume-Uni est passé de 80 à 164. Aussi, l'État-major américain ne voit-il initialement pas en 1977 d'urgence à renforcer les forces nucléaires de théâtre à disposition de l'OTAN.

### Forces de dissuasion françaises et britanniques
En 1979, le Royaume-Uni aligne 4 SNLE de la classe Resolution porteurs de 64 missiles Polaris ; de son côté, la France dispose aussi de 4 SNLE de la classe Le Redoutable porteurs de 64 missiles, un cinquième étant proche d'être admis au service actif, de 18 IRBM S2 et de 33 Mirage IV A. Pour les deux puissances nucléaires européennes, leur force de dissuasion a pour objet la défense de leurs intérêts stratégiques vitaux et ne doivent pas être incluses dans l'évaluation de l'équilibre des forces nucléaires de théâtre en Europe. Les Soviétiques demandent au contraire qu'elles soient prises en compte.

## Processus de décision de l'OTAN conduisant à la double décision de décembre 1979
En 1977, la détente Est-Ouest a largement laissé la place à un fort regain de tensions entre les deux blocs. Bien que les discussions SALT II se poursuivent, le maintien de l'équilibre militaire redevient progressivement à partir de 1977 une préoccupation forte, particulièrement en ce qui concerne les forces nucléaires intermédiaires (FNI) déployées en Europe.
Les négociations stratégiques SALT inquiètent tout particulièrement à Bonn. Le chancelier Helmut Schmidt déclare le 28 octobre 1977 que SALT neutralise les capacités nucléaires stratégiques des deux Grands et amplifie l'importance des disparités en Europe entre l'Est et l'Ouest dans les armes nucléaires tactiques et conventionnelles.

### Vers la décision de moderniser les FNI de l'OTAN en Europe
La bombe à neutrons est un prélude aux controverses publiques qui agitent fortement l'opinion publique occidentale durant la crise des missiles. A contrario, sur le plan politique la décision de Carter prise en avril 1977 d'arrêter sa production et son déploiement affecte négativement la confiance des Européens dans la volonté des États-Unis de prendre en compte leurs intérêts.
Courant 1978, le groupe des plans nucléaires de l'OTAN conclut sous l'impulsion des Européens à la nécessité de moderniser les armes nucléaires de théâtre en Europe. À ce moment, la position des États-Unis établie sous la houlette de Zbigniew Brzeziński est que cette modernisation n'est pas militairement indispensable mais que les États-Unis sont prêts à la soutenir afin de répondre aux inquiétudes politico-militaires des alliés européens, résultant des négociations SALT et des décisions relatives à la bombe à neutrons.
La conférence de la Guadeloupe réunit du 4 au 7 janvier 1979 les dirigeants des quatre puissances occidentales, Jimmy Carter, James Callahan, Valéry Giscard-d'Estaing et Helmut Schmidt. Les trois européens apportent leur soutien aux négociations SALT II, mais les Britanniques et les Français réaffirment leur opposition à ce que leurs forces nucléaires soient prises en compte dans les futures négociations SALT III et les Allemands réaffirment leurs inquiétudes sur le risque de rupture de l'équilibre des forces nucléaires de théâtre dès lors que les SS-20 et Backfire soviétiques ne sont pas inclus dans les plafonds prévus par les accords SALT II en fin de négociation. De caractère informel, le sommet ne donne pas lieu à des conclusions officielles, mais il jette les bases d'une position occidentale commune consistant à renforcer les forces nucléaires de théâtre de l'OTAN tout en recherchant à négocier avec les Soviétiques.

### La «double décision» de décembre 1979
| Pays        | Pershing II | BGM-109 G |
| ----------- | ----------- | --------- |
| RFA         | 108         | 96        |
| Royaume-Uni |             | 160       |
| Italie      |             | 112       |
| Belgique    |             | 48        |
| Pays-Bas    |             | 48        |
| TOTAL       | 108         | 464       |

Une réunion « spéciale » des ministres des Affaires étrangères et de la défense de l'OTAN se tient le 12 décembre 1979 pour formaliser un accord de tous les membres de l'OTAN, sauf de la France qui n'y participe pas, puisqu'elle s'est retirée en 1966 du commandement intégré de l'OTAN. Cet accord est connu comme la « double décision » de l'OTAN sur les forces nucléaires de théâtre ou intermédiaire (FNI) car il entérine à la fois leur modernisation via l'installation de 108 missiles balistiques Pershing II et de 464 missiles de croisière BGM-109G Gryphon, et l'ouverture de négociations portant sur la limitation de certains systèmes nucléaires de théâtre à longue portée américains et soviétiques en vue d'établir un équilibre nucléaire global plus stable à des niveaux moins élevés d'armement nucléaire dans les deux camps. Cet accord est formellement pris à l'unanimité par tous les membres de l'Alliance comme l'exige le traité de l'Atlantique nord, mais la Belgique et les Pays-Bas émettent des réserves sur leur acceptation d'autoriser le déploiement des euromissiles sur leur sol,.

## Débats en Europe de l'Ouest
La question des euromissiles devient dans les pays pressentis pour les abriter — l'Allemagne de l'Ouest, la Belgique, l'Italie, les Pays-Bas et le Royaume-Uni — un sujet d'intenses débats politiques et d'enjeu de captation de l'opinion publique. Elle l'est aussi en France dont la force de dissuasion est l'un des enjeux des négociations et pour qui la sécurité de l'Europe fait partie de ses intérêts vitaux.

### Position de la France
La France occupe une place particulière dans la crise des Euromissiles en ce qu'après être longtemps restée silencieuse sur ce sujet, elle apporte depuis 1983 un soutien total à la double décision de l'OTAN prise en décembre 1979 et que les mouvements pacifistes antinucléaires sont d'une ampleur bien plus limitée que dans d'autres pays européens comme l'Allemagne ou les Pays-Bas.
La France demeure membre de l'Alliance atlantique, mais elle ne participe plus à l'organisation militaire intégrée de l'OTAN. À ce titre, elle n'est pas partie prenante dans l'élaboration de la stratégie nucléaire de l'OTAN et n'est donc pas présente à la réunion du 12 décembre 1979 au cours de laquelle la « double décision » sur les forces nucléaires intermédiaires (FNI) est adoptée,. Elle ne fait pas non plus partie des pays d'Europe où seront déployés les nouveaux missiles nucléaires de l'OTAN.
Durant la présidence de Giscard d'Estaing, la posture de la France demeure classiquement celle de l'indépendance nationale, garantie par sa force de dissuasion nucléaire, qui ne saurait donc en aucun cas être incluse dans des négociations sur la limitation des armements nucléaires entre les deux Grands ou au niveau euro-atlantique. La France souhaite l'aboutissement des négociations stratégiques SALT II, mais rejette en bloc d'éventuelles négociations SALT III élargies et ne prend pas publiquement position sur la modernisation des moyens nucléaires de l'OTAN.
Cette posture présente l'inconvénient de laisser la RFA seule face à ses craintes et ses déchirements intérieurs concernant sa sécurité qui est le principal enjeu de l'équilibre politico-militaire en Europe et in fine un sujet dont la France ne peut se désintéresser au risque que les décisions qui seront prises soient contraires à ses propres intérêts.
Élu Président le 10 mai 1981, François Mitterrand prend rapidement la décision de soutenir publiquement la « double décision » de l'OTAN. Lors du premier sommet franco-allemand auquel il participe, les 12 et 13 juillet 1981, le président français estime que « la modernisation de l'arsenal nucléaire de l'OTAN [est] un préalable à de nouveaux pourparlers de paix avec Moscou ».
En 1983, année critique durant laquelle les manifestations pacifiques sont les plus intenses pour s'opposer au début du déploiement des euromissiles, Mitterrand prend position en France comme à l'étranger pour la mise en application de la décision de l'OTAN et contre l'inclusion de la force de frappe française dans les négociations de Genève. Le 20 janvier 1983, il apporte son soutien au chancelier allemand, en difficulté pour faire voter l'installation de missiles Pershing II en Allemagne, en déclarant dans un discours prononcé au Bundestag : « Seul l'équilibre des forces peut conduire à de bonnes relations avec les pays de l'Est, nos voisins et partenaires historiques. Mais le maintien de cet équilibre implique à mes yeux que des régions entières de l'Europe ne soient pas dépourvues de parade face à des armes nucléaires dirigées contre elles ». Le 13 octobre, à Bruxelles, il déclare : « Je suis, moi aussi, contre les euromissiles. Seulement, je constate des choses tout à fait simples, dans le débat actuel, le pacifisme et tout ce qu’il recouvre, il est à l’Ouest et les euromissiles, ils sont à l’Est ; et je pense qu’il s’agit là d'un rapport inégal. »,. À la télévision française, le 16 novembre 1983, il explique la politique de dissuasion française pendant plus de 20 minutes.
Les tentatives du Parti communiste français pour susciter un vaste mouvement pacifiste et antinucléaire ne sont pas couronnées de succès. Ainsi les manifestations d'octobre 1983 contre le déploiement des Pershing II ne rassemblent en France que 30 à 40 000 personnes, alors que des centaines de milliers de personnes y participent en Allemagne, aux Pays-Bas, en Italie ou encore en Belgique ou au Royaume-Uni. La faiblesse de la mobilisation en France s'explique par le consensus assez fort qui existe dans le pays sur la possession d'une force de dissuasion nucléaire nationale et sur la perception devenue largement négative de l'Union soviétique dans l'opinion publique.

### Craintes et débats en Allemagne de l'Ouest
| Nbre sièges par parti | Élections 1976 | Élections 1980 | Élections 1980 | Élections 1983 |
| --------------------- | -------------- | -------------- | -------------- | -------------- |
| CDU/CSU               | 254            | 237            | 237            | 255            |
| SPD                   | 224            | 228            | 228            | 202            |
| FDP                   | 40             | 54             | 54             | 35             |
| Verts                 | -              |                |                | 28             |
|                       |                |                |                |                |
| Majorité              | SPD-FDP        | SPD-FDP        | CDU/CSU-FDP    | CDU/CSU-FDP    |
| Gouvernement          | Schmidt II     | Schmidt III    | Kohl I         | Kohl II        |

Les Allemands sont les premiers à s'alarmer dès 1977 de l'apparition du SS-20 dans l'arsenal soviétique dont le déploiement risque d'aggraver les disparités en Europe entre l'Est et l'Ouest concernant les armes nucléaires tactiques et conventionnelles.
La situation politique est rendue complexe par le fait que l'unanimité ne se fait pas au sein du SPD, le parti social-démocrate au pouvoir jusqu'à fin 1982 en coalition avec les libéraux du FDP. Une fraction importante du SPD reste profondément attachée à la détente avec Moscou et l'Europe de l'Est à laquelle l'Ostpolitik de Willy Brandt a contribué de façon décisive. C'est pourquoi Helmut Schmidt qui lui succède en 1974 à la tête du SPD et à la chancellerie, joue un rôle moteur dans l'adoption de la « double décision » de l'OTAN qui place sur un pied d'égalité la modernisation des FNI et la recherche d'accords de désarmement avec l'Est. Cette volonté de ménager les pacifistes et de ne pas provoquer Moscou est aussi traduite par le fait que l'Allemagne ne veut pas être le seul pays de l'OTAN où les euromissiles sont susceptibles d'être déployés, que les têtes nucléaires des missiles déployés en Allemagne seront sous le contrôle exclusif des États-Unis, et enfin que seuls des Pershing II y seront déployés afin d'en faciliter l'acceptation par l'opinion publique qui y verra plus naturellement une modernisation des Pershing I déjà présents, tandis que l'arrivée des GLCM aurait été interprétée comme l'introduction d'un nouvel armement. De son côté, la CDU/CSU soutient totalement la modernisation des forces nucléaires de l'OTAN.
Les Allemands s'inquiètent en 1981 des déclarations anti-soviétiques et va-t-en-guerre des premiers mois de la présidence de Ronald Reagan dont ils craignent qu'elle laisse de côté le volet négociation de la « double décision ». Les 21 et 22 mai 1981, H. Schmidt met ce sujet au cœur de ses entretiens avec Reagan, à l'issue desquels il se dit pleinement satisfait des assurances américaines sur l'ouverture prochaine de négociations avec l'URSS sur les armes eurostratégiques. Une lettre de Reagan adressée à Schmidt en juillet 1981 confirme la volonté des États-Unis que des négociations s'ouvrent avant la fin de l'année.
Le 22 novembre 1983, le Bundestag vote l'implantation des euromissiles américains sur le sol de la RFA. Les Allemands se satisfont que leur déploiement soit étalé sur plusieurs années et exhortent à la poursuite des négociations FNI de Genève.

### Ailleurs en Europe
Au Royaume-Uni, Margaret Thatcher, Premier ministre conservateur durant toute la crise des euromissiles, est d'avis que « les armées soviétiques sont organisées et entrainées en Europe pour attaquer ». Elle soutient donc pleinement le déploiement des euromissiles. Défait par les Conservateurs aux élections générales de 1979, le Parti travailliste se prononce pour une renonciation unilatérale à l'armement nucléaire sous l'impulsion de son aile gauche. Le pacifisme n'est pas marginal comme dans d'autres pays européens, c'est un sentiment très fort qui parcourt aujourd'hui, comme avant la Première et la Seconde Guerre mondiale, toutes les couches de la société britannique et bénéficie du soutien d'un des deux grands partis institutionnels mais aussi du parti libéral et des syndicats.
L'Italie accepte aussi l'installation des euromissiles sur son sol, mais insiste pour « que les trois années nécessaires à cette mise en place soient utilisées pour une série de négociations avec les pays de l'Est sur la réduction des armements nucléaires ». En Belgique et aux Pays-Bas, l'opposition politique aux euromissiles est beaucoup plus forte.

## Négociations entre Américains et Soviétiques

### Vers l'ouverture de négociations (mi-1979 à mi-1981)
Lorsque les plans des Occidentaux de déployer les euromissiles se précisent mi-1979, les Soviétiques réagissent rapidement. Conscient que l'opinion publique joue un rôle déterminant à l'Ouest auprès de gouvernements élus, Brejnev profite d'un discours qu'il prononce le 6 octobre 1979 à l'occasion des cérémonies du trentième anniversaire de la RDA, pour faire des propositions de réduction des effectifs soviétiques stationnés en RDA et de limitation du déploiement des missiles mobiles SS-20 dans la partie occidentale de l'U.R.S.S., moyennant l'abandon par l'OTAN de ses plans de renforcement en Europe.
Les propositions soviétiques, davantage destinées à influencer l'opinion publique à l'Ouest qu'à constituer des offres acceptables par les Occidentaux, n'empêchent pas l'adoption de la « double décision » du 12 décembre 1979. Le contexte global est cependant grandement défavorable à l'ouverture des négociations proposée par l'OTAN. Deux semaines plus tard, les troupes soviétiques entrent en Afghanistan. Les États-Unis répondent le 3 janvier 1980 par l'ajournement du débat sur la ratification du traité SALT 2 et un embargo partiel sur les ventes de blé américain à Moscou. Dans le même temps, les Soviétiques annoncent qu'il n'est plus question de négocier une limitation des armes nucléaires de théâtre en Europe,.
Six mois plus tard, à l'occasion de sa visite à Moscou le 1er juillet, le chancelier Schmidt constate un assouplissement de la position des Soviétiques qui se disent prêts à négocier sur les euromissiles sans condition préalable. Dans le courrier qu'il adresse à Carter le 21 août 1980, Brejnev regrette de ne pas avoir eu de réponse occidentale et réitère formellement son accord pour « discuter simultanément et en relation organique des systèmes nucléaires de moyenne portée en Europe et des systèmes nucléaires avancés américains » sans attendre la ratification du traité SALT 2. En pleine campagne pour sa réélection, Carter n'est pas pressé d'ouvrir ces négociations de crainte de prêter le flanc aux critiques de M. Reagan contre les SALT et sa politique qu'il juge trop souple envers l'URSS. Finalement, les deux ministres des Affaires étrangères, Muskie et Gromyko, s'accordent le 25 septembre 1980 pour que se tiennent à la mi-octobre des entretiens préliminaires à Genève,. Ces entretiens débutent le 17 octobre mais s'interrompent mi-novembre à la suite d'un constat de désaccord sur le périmètre des négociations mais surtout de la victoire de Ronald Reagan aux élections présidentielles du 4 novembre 1980.
La nouvelle Administration américaine envoie rapidement des signaux de fermeté vis-à-vis des Soviétiques, sans pour autant fixer rapidement une nouvelle ligne politique. Lors de la réunion du Conseil de l'Atlantique nord des 4 et 5 mai 1981, les Européens font pression sur Washington pour que le volet de négociation prévu par la « double décision » prenne corps. Les Américains s'engagent alors à engager les négociations avant la fin de l'année 1981,.
Le 24 septembre 1981, un communiqué commun annonce que les États-Unis et l'Union soviétique ont décidé d'ouvrir des négociations sur la réduction des armes nucléaires de théâtre en Europe à partir du 30 novembre 1981.

### Négociations
Les négociations entre les États-Unis et l'Union soviétique durent plus de six ans, du 30 novembre 1981, avec l'ouverture des négociations formelles à Genève, jusqu'au 8 décembre 1987, avec la signature à Washington du traité FNI par Reagan et Gorbatchev.

#### Première phase (novembre 1981 - novembre 1983)
Le premier tour des négociations se déroule du 30 novembre 1981 au 16 mars 1982. Quelques jours auparavant, Ronald Reagan a publiquement défini la posture de négociation des États-Unis : il propose de renoncer au déploiement de tous les Pershing II et GLCM américains en contrepartie du démantèlement par les Soviétiques de tous leurs missiles SS-20, SS-4 et SS-5. Cette proposition est connue comme « l'option zéro ».
L'approche américaine des négociations FNI, développée à travers de vastes consultations au sein de l'OTAN, repose sur cinq exigences de base : tout accord INF doit prévoir une stricte égalité entre les États-Unis et l'Union soviétique, il doit être strictement bilatéral et exclure ainsi les armes nucléaires britannique et française, il doit aussi être de portée globale mondiale, ne pas nuire à la capacité de défense conventionnelle de l'OTAN et être vérifiable,.
La position de départ des Soviétiques est très éloignée de celle des États-Unis : ils proposent que les États-Unis renoncent à déployer des missiles Pershing II et GLCM en Europe, de fixer un plafond de 300 missiles à moyenne portée et d'avions à capacité nucléaire pour les deux parties, en incluant les forces nucléaires britannique et française dans le plafond pour l'Ouest.
Pourtant Iouri Andropov, qui succède à Brejnev en novembre 1982, propose le 21 décembre la réduction en Europe du nombre de SS-20 à 162 en déplaçant en Asie les missiles en sur-nombre. Les négociations continuent de buter sur la prise en compte des forces de frappe française et britannique : François Mitterrand prend fait et cause pour l'installation des missiles américains, mais prétexte sa non-participation aux négociations de Genève pour refuser cette même prise en compte réclamée par Moscou en janvier 1983. Néanmoins, le 26 août 1983, Andropov annonce qu'il est prêt à détruire tous les SS 20 en surnombre par rapport aux missiles français et britanniques.

#### Interruption des négociations et déploiement des missiles américains
L'année 1983 marque un nouvel apogée des tensions Est-Ouest. Elle est cruciale tant sur le plan politique que sur celui des équilibres stratégiques et des négociations sur le désarmement. Dans trois des pays européens les plus directement concernés par les euromissiles — Allemagne fédérale, Grande-Bretagne et Italie — les électeurs consultés cette année consolident de larges majorités favorables à la décision de l'OTAN, même si les sondages d'opinion soulignent que la peur du nucléaire n'a jamais été aussi grande. Aux États-Unis, Ronald Reagan qualifie l'Union soviétique « d'empire du mal » et lance l'Initiative de défense stratégique (IDS).
En URSS, la maladie d'Andropov laisse une grande latitude dans la conduite des négociations sur la réduction des armements à Gromyko et au tout-puissant Comité militaro-industriel, foncièrement hostiles à la réduction du nombre de SS-20,. La destruction le 31 août 1983 par la chasse soviétique du Vol 007 Korean Air transportant 269 personnes qui est entré dans l'espace aérien de l'URSS focalise l'attention des médias et affaiblit le mouvement pacifiste à l'Ouest,,. Pendant plusieurs semaines les Américains substituent, à Genève, aux négociations sur les euromissiles des accusations contre l'URSS d'avoir délibérément détruit l'avion de ligne sans sommation. En 1988 la CIA assurera détenir la preuve que les Soviétiques l'avaient confondu avec un de leurs avions-espions RC 135 qui effectuait une mission de routine dans les parages.
Au bout de deux ans de discussions infructueuses, les Soviétiques se retirent des négociations le 23 novembre 1983 et les Américains commencent le déploiement de leurs missiles en Europe. Cette issue est un échec pour le Kremlin dont l'objectif était d'empêcher le déploiement des euromissiles de l'OTAN en soutenant le mouvement pacifiste à l'Ouest et en menaçant d'augmenter leurs forces nucléaires. En représailles, les Soviétiques déploient davantage de SS-20, installent de nouveaux missiles à plus courte portée en RDA et en Tchécoslovaquie et accroissent le nombre d'engins nucléaires visant les États-Unis,. Le 8 décembre, ils suspendent sine die les négociations sur la réduction des armes stratégiques (START). Le 15 décembre, les pays du pacte de Varsovie se retirent des négociations MBFR de Vienne sur les forces classiques en Europe.
Fin novembre 1983, un premier lot de 41 missiles commence à être installé : neuf Pershing II en RFA et 16 GLCM au Royaume-Uni et en Italie. En 1984, l'installation des Pershing II et des GLCM se poursuit en RFA, en Italie et au Royaume-uni. Des fissures apparaissent toutefois au sein de l'OTAN : l'opposition à ces déploiements en Belgique et aux Pays-Bas est très forte, obligeant à les retarder. Fin 1985, les 108 Pershing II prévus sont opérationnels en RFA et le déploiement des BGM-109 G est achevé ou en cours sauf aux Pays-Bas où aucun missile ne sera finalement installé.
En 1984, aucune négociation n'a lieu. Affaiblie par l'âge et la maladie de ses dirigeants qui se succèdent rapidement — trois en moins de trois ans de fin 1982 à début 1985 — la diplomatie soviétique tombe dans l'immobilisme et le conservatisme, loin des avancées spectaculaires de la détente avec l'Ouest des années 1970.

#### Deuxième phase (janvier 1985 - décembre 1987)
Toutefois, un accord intervient le 8 janvier 1985 entre George Shultz, secrétaire d'État américain, et Andreï Gromyko, ministre des Affaires étrangères soviétique, pour la reprise des pourparlers sur la réduction des armements sur trois sujets : les armes stratégiques (START), les forces nucléaires intermédiaires (FNI) et les armes spatiales, notamment les systèmes antimissiles balistiques (ABM) et les armes antisatellites (ASAT) incluses dans l'initiative de défense stratégique (IDS) lancée par Reagan et fortement combattue par les dirigeants soviétiques,,.
Les négociations reprennent effectivement le 12 mars 1985 à Genève. Hasard du calendrier, Tchernenko meurt le 10 mars et Gorbatchev est élu Secrétaire général du PCUS le 11 mars 1985, la veille de leur reprise. Les Occidentaux constatent rapidement que l'ère Gromyko est révolue et que Gorbatchev entend bien jouer un rôle moteur dans l'élaboration de nouvelles propositions et dans la conclusion d'accords après des années de discussions.
Les discussions s'orientent d'abord vers la conclusion d'un accord, séparé des deux autres sujets, de limitation du nombre de missiles de portée intermédiaire détenus par les États-Unis et l'Union soviétique. Cette option prévaut lors du premier sommet entre Reagan et Gorbatchev le 19 novembre 1985 à Genève, qui marque une volonté réelle de reprise du dialogue entre les deux Grands, sans toutefois à ce stade de résultat concret. Les parties continuent d'échanger propositions et contre-propositions et parviennent à un accord de principe sur un nombre plafond de missiles à portée intermédiaire lors du sommet de Reykjavik en octobre 1986, qui se conclut toutefois par un échec pour trouver un compromis sur le projet américain de « guerre des étoiles »,.
Entre septembre 1985 et octobre 1986, les Soviétiques acceptent peu à peu la possibilité de conclure un accord sans référence aux forces nucléaires britanniques et françaises. À l'occasion de sa visite officielle en France du 2 au 5 octobre 1985, Gorbatchev renonce à prendre en compte à Genève les armes nucléaires françaises et britanniques, en ajoutant toutefois que leur « potentiel s'accroît vite, [qu'il est donc] temps de commencer entre nous une discussion directe à ce sujet, aujourd'hui, [mais qu'] aujourd'hui la question de la réduction de [ces] armements ne se pose pas ». Mitterrand décline toutefois d'ouvrir des négociations sur la force nucléaire française mais ne refuse pas des échanges de vue,. En octobre 1986, Edouard Chevardnadze déclare à Moscou qu'un accord peut être conclu sans référence aux forces britanniques et françaises.
Les Soviétiques annoncent le 28 février 1987 qu'ils sont prêts à envisager la signature d'un traité FNI séparément des autres négociations en cours sur les armes stratégiques et spatiales. Nouvelle concession soviétique, le 14 avril, Gorbatchev propose d'inclure dans le traité l'élimination des missiles à « plus courte portée » (de 500 km à 1 000 km), ce que Reagan accepte le 15 juin 1987.
La percée diplomatique finale a lieu le 22 juillet 1987, jour où Gorbatchev accepte l'« option double zéro globale » qui signifie l'élimination de tous les missiles américains et soviétiques à portée intermédiaire (de 500 à 5 500 kilomètres). Le 26 août 1987, le chancelier allemand Helmut Kohl lève le principal obstacle subsistant en décidant de démanteler les 72 missiles Pershing IA possédés par la RFA que les États-Unis ne prennent pas en compte, en cohérence avec la position de départ de ne pas inclure les missiles de leurs alliés européens dans les négociations et de rester donc dans un cadre strictement bilatéral américano-soviétique.

## Traité FNI
Le traité FNI est signé à Washington le 8 décembre 1987 lors du troisième sommet entre Reagan et Gorbatchev. Le traité entre en force le 1er juin 1988 par l'échange des instruments de ratification à Moscou. Le traité est conclu pour une durée illimitée. Chaque partie a le droit de s'en retirer pour des motifs touchant ses intérêts suprêmes avec un préavis de six mois.
Le traité concerne l'élimination de tous les missiles sol-sol, balistiques ou de croisière, à portée intermédiaire (MPI) ou à plus courte portée (MPCP), leurs lanceurs, ainsi que leurs installations auxiliaires. En revanche, il ne prévoit pas l'élimination des têtes nucléaires emportées par ces missiles. La possibilité est ainsi donnée aux parties d'utiliser à d'autres fins militaires les matières nucléaires rendues disponibles par la destruction des missiles concernés par le traité FNI.
Au moment de sa signature, le régime de vérification du traité FNI est le plus détaillé et le plus rigoureux de l'histoire de la maîtrise des armements nucléaires, conçu à la fois pour contrôler l'élimination de toutes les forces nucléaires intermédiaires déclarées dans les trois ans suivant son entrée en vigueur, et pour garantir dans l'avenir le respect du interdiction de possession et d'utilisation de ces missiles.

## D’immenses manifestations pacifistes en Europe de l'Ouest

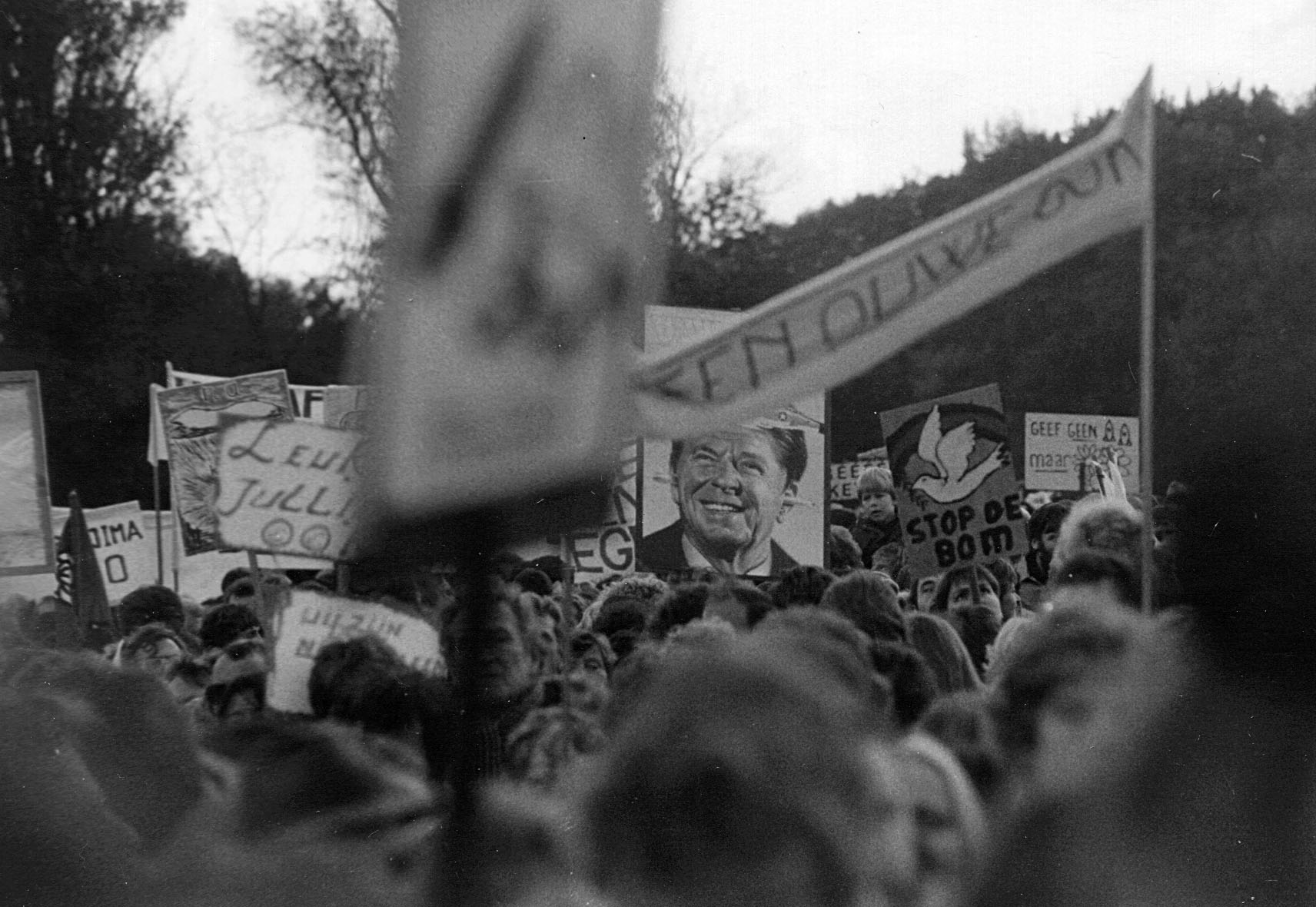
Poursuite des mouvements pour le désarmement en Europe, ici en 1983 à La Haye (Pays-Bas) sous la présidence de Reagan : le déploiement des euromissiles pour contrer les SS-20 n'arrange rien.

### Un mouvement pacifiste organisé mais multiforme
Dans les cinq pays concernés par l’installation sur leur sol par les euromissiles, tous les gouvernements successifs ont connu des difficultés face à leur opinion publique. Pendant six années, de 1979 à 1985, d’importantes manifestations antinucléaires sont organisées contre l’installation des euromissiles. Ces manifestations sont encouragées par l'Union Soviétique qui engage une offensive diplomatique et médiatique en s'appuyant sur les partis communistes et en soutenant des mouvements pacifistes. Seul le Parti communiste italien, dirigé par Enrico Berlinguer, se démarque.
Le mouvement Désarmement nucléaire en Europe (European Nuclear Disarmament - END) commence une campagne pour le désarmement nucléaire en 1982. Le Camp de femmes pour la paix de Greenham Common démarre en septembre 1981 pour protester contre l'installation de missiles nucléaires sur cette base Royal Air Force. En 1983, le mouvement END porte la question du déploiement des euromissiles en RFA devant la Cour constitutionnelle fédérale, arguant que l'installation des Pershing II constitue une violation de l'article 26 (1) de la Loi fondamentale de la République fédérale d'Allemagne, qui lui interdit de se préparer à une guerre offensive. La Cour constitutionnelle fédérale rejette cette demande.

### Mobilisation populaire culminant en 1983
Les organisations pacifistes déclenchent des manifestations de protestations qui prennent une grande ampleur dans les cinq pays concernés directement par le déploiement des euromissiles. En décembre 1979, la première manifestation rassemble 40 000 personnes à Bruxelles. Deux ans plus tard, en octobre et novembre 1981, les manifestants sont 400 000 à Amsterdam, 300 000 à Bonn, 200 000 à Londres, 200 000 à Bruxelles et 100 000 à Rome.
En octobre 1983, de nouvelles manifestations réunissent encore plus de monde. En Allemagne, les manifestants sont plus de 1,3 million : 450 000 dans la capitale, à Bonn, 300 000 à Hambourg, 300 000 à Stuttgart et 150 000 à Berlin-Ouest. L'immense foule, décrite par la police comme la plus importante de l'histoire de l'après-guerre en Allemagne de l'Ouest, a profité du temps doux de l'automne pour participer à des rassemblements à travers le pays qui portaient les marques de vastes pique-niques festifs plutôt que d'affrontements apocalyptiques. Et dans les autres pays, la mobilisation augmente aussi : 600 000 manifestants à Rome, 400 000 à Bruxelles et 300 000 à Londres. L'ampleur de la mobilisation est bien moindre à Paris, où seulement 30 000 personnes manifestent à Paris, certains sous la bannière du Mouvement de la paix, soutenu par le Parti communiste français et le syndicat CGT, d'autres à l'appel du Comité pour le désarmement nucléaire en Europe, plutôt soutenu par des partis et mouvements socialistes.

### Vague de fond en Allemagne
En Allemagne, le mouvement anti-nucléaire est entre 1980 et 1983 au cœur du débat politique et citoyen. Il est l'expression d'un large éventail d'opinions et d'objectifs dont le trait d'union est l'opposition aux armes nucléaires de façon générale et au déploiement des Pershing II de l'OTAN en particulier, mais qui reflète aussi les idées pacifistes, neutralistes, nationalistes ou anti-américaines de fractions significatives de la population allemande. Le mouvement prend forme en novembre 1980 avec l'« appel de Krefeld », un texte en faveur du désarmement influencé par les groupes communistes qui recueille en un an plus d'un million de signatures.
La vague de fond s'amplifie avec l'implication de l'Église protestante, fer de lance du mouvement, et dans une moindre mesure de l'Église catholique. Au moins 70 000 personnes défilent le 20 juin 1981 dans les rues de Hambourg contre la présence d'armes nucléaires en RFA ; la plupart participent aux « Journées de l'Église évangélique » qui réunissent 120 000 personnes, devant lesquelles le chancelier Schmidt est venu défendre dans un climat souvent hostile le dossier de la modernisation des armes de l'OTAN ; d'autres appartiennent aux jeunesses des partis social-démocrate et libéral, ou à des organisations d'extrême gauche ou écologistes.
Les Friedensinitiative, les comités pour la paix, se comptent désormais par centaines, jusqu'au fin fond des campagnes, et par dizaines les pétitions pour le désarmement. Des brochures aux titres édifiants circulent partout : « Construire la paix sans armes », « Plutôt rouges que morts », « La troisième guerre mondiale est-elle évitable ? ». Issu du mouvement écologiste et pacifiste de la fin des années 1970, le parti vert allemand (Die Grünen) est fondé en janvier 1980. Il prône la dénucléarisation de la RFA, son combat contre le nucléaire militaire est la suite logique de celui mené contre le nucléaire civil. Capitalisant sur sa capacité à mettre en place des centaines de comités d'action locaux pour la paix et l'écologie, il entre au Bundestag lors des élections de 1983,.

### Moindre mobilisation en France
En France, le mouvement pacifiste prend moins d'ampleur en raison du relatif consensus qui existe dans la classe politique comme dans la population autour de la politique de dissuasion nucléaire et d'indépendance nationale, de la perte de prestige de l'URSS et corrélativement de la perte d'influence du courant neutraliste.
Faisant suite toutefois à des « Rencontres internationales pour la paix » durant l'été 1981au Larzac, le « Comité pour le désarmement nucléaire de l'Europe » (CODENE) est fondé en décembre 1981 à l'initiative de plusieurs mouvements dont le PSU pour lutter de manière non-violente contre les armes nucléaires en Europe. Le 23 octobre 1983, une chaîne humaine est formée à Paris entre les ambassades des États-Unis et de l'Union soviétique. Durant l'été 1984, 2 000 manifestants se rassemblent au Crozon près de la base de l'Île Longue des SNLE français en scandant « SS 20 niet, Pershing no, M20 non ».
Les personnalités et les mouvements constitutifs du CODENE ne se joignent en revanche pas aux manifestations organisées par le Mouvement de la Paix, le PCF et la CGT qu'ils jugent trop alignés sur les positions soviétiques. Ainsi, ils refusent de participer à la manifestation du 25 octobre 1981 à laquelle ces trois organisations appellent,.

### Ailleurs en Europe et aux États-Unis
La mobilisation pacifiste est forte dans les quatre autres pays européens concernés par le déploiement des euromissiles américains.
Au Royaume-Uni, le mouvement pacifiste s'appuie sur le Parti travailliste qui connaît alors une évolution pacifiste sous la direction de Michael Foot, et exige le désarmement nucléaire unilatéral. Aux Pays-Bas, la grande organisation pacifiste NKV regroupe des dizaines de milliers de militants.
Aux Pays-Bas en 1985, une pétition contre l’installation des euromissiles recueille 3,7 millions de signatures, soit un quart de la population néerlandaise. L'opposition au déploiement des missiles de croisière BGM-109 G est si forte qu'il est repoussé et qu'il ne sera finalement jamais réalisé.
En Italie, la mobilisation populaire prend de l'ampleur à partir de l'automne 1981. Elle est d'abord le résultat de l'action du PCI. Mais le succès inattendu de la manifestation du 24 octobre 1981 à Rome qui rassemble 300 000 personnes s'explique aussi par l'engagement de jeunes et de chrétiens qui y trouvent espace de liberté politique entre la répression et le terrorisme qui ont marqué le pays les années précédentes.
Ce mouvement touche aussi les États-Unis : le 28 août 1983 pour le vingtième anniversaire de la marche sur Washington pour les droits civiques où Martin Luther King s'écria « j'ai fait un rêve », un grand rassemblement pour la paix et contre l'installation des Pershing est organisé. On doit aussi noter que l'ancien président Carter s'oppose à cette installation et affirme alors au contraire de ce qu'il disait au pouvoir qu'il y a parité militaire entre l'OTAN et les forces du pacte de Varsovie.

## Dans la culture populaire
- Un James Bond, Octopussy (1983), a pour arrière-fond la crise des euromissiles.
- La série allemande Deutschland 83 (2015) a également pour contexte la crise des euromissiles.
- Une musique de Jean-Pax Méfret évoque la crise des euromissiles : Ni rouge, ni mort.
- La chanson 99 Luftballons de Nena évoque cette crise.
- Zao, évoque brièvement dans sa chanson Ancien combattant la crise des euromissiles : « Les Pershing ce n'est pas bon, ce n'est pas bon. SS-20, ce n'est pas bon, ce n'est pas bon ».